# Anna Capodaglio
Anna Capodaglio, pseudonimo di Anna Adele Alberta Gramatica (Messina, 19 settembre 1879 – Bologna, 29 giugno 1961), è stata un'attrice italiana.

## Biografia
Era la figlia di Domenico Gramatica, suggeritore teatrale, e della vestiarista istriana Cristina Bradil. Sorella più giovane delle attrici Irma ed Emma Gramatica, assunse il cognome del marito, l'attore Ruggero Capodaglio, fratello di Wanda. Fece il suo esordio nel 1900 accanto alla sorella Emma, a quel tempo nella compagnia Talli-Gramatica-Calabresi, recitando accanto al giovanissimo Ruggero Ruggeri. Ha partecipato a ventuno film fra il 1936 e il 1945: dopo avere esordito al cinema nella parte della baronessa ne La damigella di Bard di Mario Mattoli (1936), nel 1938 interpretò la parte di zia Amalia in Inventiamo l'amore di Camillo Mastrocinque, nel 1939 quella di Rosa ne La vedova di Goffredo Alessandrini, prima di interpretare due parti nel 1940, Bettina ne La peccatrice di Amleto Palermi e la governante di Albini ne La canzone rubata di Max Neufeld.
Nel 1941 ancora una parte minore con Mattoli, la signorina Caratti in Ore 9: lezione di chimica, prima di partecipare a quattro film in un solo anno, il 1942: Sissignora di Ferdinando Maria Poggioli, I sette peccati di László Kish, Un colpo di pistola di Renato Castellani e Le vie del cuore di Mastrocinque. L'anno successivo ancora una parte da governante ne L'amico delle donne di Ferdinando Maria Poggioli, mentre nel 1944 al Cinevillaggio di Venezia (studi cinematografici della Repubblica Sociale Italiana sfollati da Roma) tornò a partecipare a quattro film, Carmela di Flavio Calzavara, L'angelo del miracolo di Piero Ballerini, Il cappello da prete di Poggioli e Il diavolo va in collegio di Jean Boyer. Nel 1945, ultimo anno della sua carriera, partecipò a cinque film: Vivere ancora di Nino Giannini, La buona fortuna di Fernando Cerchio, Fatto di cronaca di Piero Ballerini, Nessuno torna indietro di Alessandro Blasetti e Peccatori di Flavio Calzavara. Si ritirò nel 1946, a seguito della scomparsa del marito; da allora visse presso la Casa di riposo per artisti Lyda Borelli di Bologna.

## Filmografia
- La damigella di Bard, regia di Mario Mattoli (1936)
- La vedova, regia di Goffredo Alessandrini (1939)
- La peccatrice, regia di Amleto Palermi (1940)
- La canzone rubata, regia di Max Neufeld (1941)
- Sissignora, regia di Ferdinando Maria Poggioli (1941)
- Ore 9: lezione di chimica, regia di Mario Mattoli (1941)
- Un colpo di pistola, regia di Renato Castellani (1942)
- Carmela, regia di Flavio Calzavara (1942)
- I sette peccati, regia di László Kish (1942)
- Nessuno torna indietro, regia di Alessandro Blasetti (1943)
- Il cappello da prete, regia di Ferdinando Maria Poggioli (1944)
- Fatto di cronaca, regia di Piero Ballerini (1944)
- Posto di blocco, regia di Ferruccio Cerio (1945)
- L'angelo del miracolo, regia di Piero Ballerini (1945)
- Peccatori, regia di Flavio Calzavara (1945)

## Doppiatrici italiane
- Giovanna Scotto in Carmela